# Sideroxylon celastrinum
Sideroxylon celastrinum är en tvåhjärtbladig växtart som först beskrevs av Carl Sigismund Kunth, och fick sitt nu gällande namn av Terence Dale Pennington. Sideroxylon celastrinum ingår i släktet Sideroxylon och familjen Sapotaceae. Inga underarter finns listade i Catalogue of Life.

## Bildgalleri

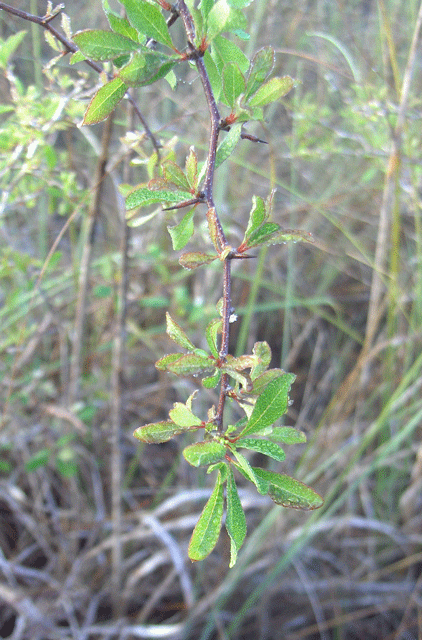